# Kacikarivka, Velîka Bilozerka
Kacikarivka (în ucraineană Качкарівка) este localitatea de reședință a comunei Kacikarivka din raionul Velîka Bilozerka, regiunea Zaporijjea, Ucraina.

## Demografie
Componența lingvistică a localității Kacikarivka
     Ucraineană (92,11%)
     Rusă (7,89%)
Conform recensământului din 2001, majoritatea populației localității Kacikarivka era vorbitoare de ucraineană (92,11%), existând în minoritate și vorbitori de rusă (7,89%).